# 乌拉尔-阿尔泰语系
乌拉尔-阿尔泰语系（英語：Ural-Altaic languages），又稱圖兰语系（英語：Turanid languages），是一個超語系假说提案。该假说认为假說性的阿尔泰语系和已經得到國際語言學界公認的乌拉尔语系有内在联系，应被归入同一语系内。目前一般公认，阿尔泰语系语言间的相似性用扩散和借用能解释得更好。该术语目前仍用于指欧亚大陆中部的形态、语法和词汇汇聚区。:722
“乌拉尔-阿尔泰”确实可能在这一点上优于“阿尔泰”。例如，杨虎嫩认为“说‘阿尔泰’而不是‘乌拉尔-阿尔泰’是一种误解，因为除开乌拉尔语的‘阿尔泰’语言并没有一种独特的区域性或形态特征。”
血统与种族相关的种种假说自18世纪发端，一直争论到20世纪中叶，常被此起彼伏的泛民族主义议程裹挟。:710譬如在英国就有许多拥护者。自1960年代以来，以阿尔泰语系为代表的超语系就不断被学界抨击。阿尔泰语系、印欧语系和乌拉尔语系间的关系在诺斯特拉语系假说兴起后重又受到关注，该假说曾有过一定人气，如Allan Bomhard将乌拉尔语系、阿尔泰语系和印欧语系处理为平等的分支。然而，诺斯特拉语系目前也被普遍否定。

## 研究史
乌拉尔-阿尔泰民族语言群体的概念还要追溯到戈特弗里德·莱布尼茨的语言学理论，他认为没有比比较语言更好的确定人群关系与起源的方法了。在他1710年的《略论基于语言证据确定种族起源》中，他假定所有人类语言都有一个共同祖先。后来，祖语分化为两支：雅弗语系和阿拉姆语系。雅弗语系接着进一步分化为斯基泰语族和凯尔特语族，前者包括：希腊语、Sarmato-斯拉夫语言（俄语、波兰语、捷克语、达尔马提亚语、保加尔语、斯洛文尼亚语、阿瓦尔语和哈扎尔语）、突厥语（土耳其语、库曼语、卡尔梅克语和蒙古语）、芬-乌戈尔语（芬兰语、萨米语、匈牙利语、爱沙尼亚语、立窝尼亚语和萨摩耶德语）。尽管他的理论和分类在今天看来没什么准确性可言，它们还是在语言学研究的发展史上产生了举足轻重的影响，特别是在日耳曼语国家中。
在瑞典战俘和西伯利亚探险家菲利普·约翰·冯·史托兰伯1730年出版的《对欧洲及亚洲北部和东部的历史地理学描述》中，将芬-乌戈尔、突厥、萨摩耶德、蒙古、通古斯和高加索民族描述为共享语言和文化特征的民族。20世纪的学者们曾通过错误地假设乌拉尔-阿尔泰语系批评他，尽管他实际上并没有明确说明这6个民族群体间语言的具体关系。:139–160
丹麦语文学家拉斯穆斯·拉斯克于1834年提出所谓“斯基泰语系”，其中包含芬-乌戈尔语、突厥语、萨摩耶德语、爱斯基摩语、高加索语、巴斯克语等语言。
乌拉尔-阿尔泰假说的详细阐释最早可追溯到1836年威廉·硕特以及1838年费迪南德·J·魏德曼的研究。
“阿尔泰语系”假说，如芬兰语言学家、探险家马蒂亚斯·卡斯特伦在1844年提出的那样，包含芬-乌戈尔语族和萨莫耶德语族，统称为“楚德语族”，突厥语系、蒙古语系和通古斯语系则统称为“鞑靼语族”。后来在19世纪后半叶，突厥语系、蒙古语系和通古斯语系逐渐被认为属于同一个阿尔泰语系，而芬-乌戈尔语支和萨莫耶德语族则组成乌拉尔语系。这两支语言间的相似性使人们认为它们又组成一个更大的乌拉尔–阿尔泰语系。
1855年，德国东方学家、语文学家马克斯·缪勒对非雅利安、非闪米特的亚洲语言提出了一种新的分类法。在他的《东方战争中心的语言》中，他将这些语言统称为“图兰语系”。缪勒将这一分类分为南北两支。他关于语言结构发展的进化论归根结底是将精细的语法和社会经济发展强行联系起来，统共有“冰期后”“氏族”“游牧”“政治”几个发展阶段，事实证明是不可靠的，不过他那分类的北支可分析为是“乌拉尔-阿尔泰语系”。
1850年代到70年代，弗里德里克·勒里希做出了许多试图将将一些印第安人语言囊括进“图兰”或“乌拉尔-阿尔泰”语系的工作，到1890年代，其中又加入了关于巴斯克语的猜测。:212
在匈牙利，乌拉尔–阿尔泰语系的概念在19世纪末到20世纪中叶几乎被无条件接受，尽管其中的泛民族主义原因胜过语言学证据，也没有多少详细的研究。在世界上其他地方，该假说很快变得“不可置信”，芬兰阿尔泰学家马尔蒂·莱塞宁是该假说的少数支持者之一。:707–708匈牙利语言学界的观念和清晰证据的缺乏产生的矛盾，最终使得奥雷利安·索瓦若和丹尼斯·塞诺等学者对阿尔泰语系展开审慎的研究，他们并未得出广为接受的结果。尼古拉·尼古拉耶维奇·鲍培在他的文章《苏联语言学光辉下的乌拉尔-阿尔泰理论》(1940)也试图批驳卡斯特伦的观点，指出黏着化的特征非常普遍。今日，匈牙利语被认为属于乌拉尔语系，不过受突厥语系强烈影响。
在1960年代初，阿尔泰语系假说变得越发具有争议性。今日，乌拉尔语系和阿尔泰语系有关系的假说已经基本没有坚定支持者了。斯塔罗斯金在与Oleg A. Mudrak和Anna V. Dybo合著的《阿尔泰语系语源词典》中，评价乌拉尔–阿尔泰假说为“现在被完全抛弃的想法”。现在有几种假设更大的超语系的假说，其中包含乌拉尔语系、阿尔泰语系和其他语系。但是没有一种假说目前得到了广泛的支持。在斯塔罗斯金对北方大语系的概述中，他认为乌拉尔语系和阿尔泰语系是约9千年前分化出来的，与达罗毗荼语系和古西伯利亚语言，包括爱斯基摩–阿留申语系也从同一个祖语分化而来。他假定，这种祖语与印欧语系和南高加索语系在约1.2万年前共同构成“欧亚语系”的祖语，而它又经由诺斯特拉语系隶属于北方大语系。
在1980年代，苏联语言学家N.D.安德列耶夫提出了北方大语系假说，将印欧语系、乌拉尔语系和阿尔泰语系（他稍后的论文里还包括朝鲜语系）相联系。安德列耶夫还为他假设的北方大语系给出了203个词根。在1997年安德列耶夫去世后，北方大语系假说又被索林·帕里加 (2003, 2007)大幅推进。
Angela Marcantonio (2002)认为没有能明确地联系“芬-彼尔姆语支”（由芬-乌戈尔语族中乌戈尔语支以外的语言组成）和乌戈尔语支的证据，认为它们间的距离并不比与突厥语系更近，得出了与乌拉尔–阿尔泰语系假说非常相似的结果，几乎就是卡斯特伦最初的阿尔泰假设。这一命题被主流的乌拉尔语学者所批评。

## 形态
乌拉尔-阿尔泰语系下的语言中，存在一些语言类型学相似性：:711–714
- 中心语在后和主宾动语序
- 大部分语言中元音和谐
- 黏着法构词和加后缀占绝对优势的构词法
- 零系词
- 非限定性从句
- 性的缺乏
- 词首缺乏复辅音
- 与普通领属动词如“有”不同的存在从句引导词

这样的相似性实际上并未组成足够的发生学关系的证据，其他解释也是可能的。尤哈·杨胡宁认为，尽管乌拉尔–阿尔泰语作为发生学分类完全不可靠，它仍不失为一个语言联盟，是4个核心语系(乌拉尔语系、蒙古语系、突厥语系和通古斯语系)经历历史互动和语言趋同形成的，它们的特征影响到了靠海的朝鲜语系和日本语系。:71–83
其他研究者关于形态的情况有着迥异的观点。Michael Fortescue将乌拉尔语系划入乌拉尔-西伯利亚形态地域(包含乌拉尔语系、尤卡吉尔语系、楚科奇-堪察加语系和爱斯基摩–阿留申语系)，与一个更狭义的阿尔泰形态地域不同；Anderson提出了一个专有的西伯利亚语言联盟，包括乌拉尔语系的鄂毕-乌戈尔诸语言和萨莫耶德语族、阿尔泰语系的突厥语族和西伯利亚突厥语、布里亚特语(蒙古)，以及尤卡吉尔语、楚科奇-堪察加语、爱斯基摩–阿留申语、尼夫赫语和叶尼塞语系。

## 乌拉尔语言和阿尔泰语言间的关系
阿尔泰语系自19世纪末到1960年代都被语言学界广泛接受，但在那之后逐渐被证伪。出于简洁性的考虑，下面的讨论假定阿尔泰语系成立。
在假定卵耳语系和阿尔泰语系间有关系时，应解决两个问题：
1. 乌拉尔语系和阿尔泰语系间有显著的发生学关系吗？
2. 如果他们确实有显著的发生学关系，它们能构成一个独立的分类单元吗？例如，日耳曼语族和伊朗语族通过原始印欧语而有亲缘关系，但它们并不构成印欧语系下一个分类单元，作为对比伊朗语族和印度-雅利安语族来自同一个原始印欧语的后代——原始印度伊朗语。

换句话说，存在发生学关系并不足以建立一个语系，比如乌拉尔–阿尔泰语系；假定语系外的语言是否至少不像后者之间那样，与该语系中的语言密切相关，也是需要考虑的。这一区分常被忽略，但对语言的发生学分类来说是很基本的。有些语言学家坚持认为乌拉尔语系和阿尔泰语系是通过规模更大的超语系发生联系的，如欧亚语系或诺斯特拉语系，其中乌拉尔语系和阿尔泰语系间的距离并不比与其他成员更近。:17

### 共享词汇
找到能追溯回共同的祖语的同源词是证明语系存在的有力方法。仅有共享的词汇也不能说明亲缘关系，因为词汇是可以被借用的。
它们之间是存在共享的词汇的，如突厥语系和乌戈尔语支间，或通古斯语系和萨莫耶德语族间，但这可以用借用解释。要找到整个语系都存在的乌拉尔–阿尔泰词汇是很困难的，它还要遵循一定的音变规则，从原始乌拉尔–阿尔泰语到给定的原始乌拉尔语和原始阿尔泰语词汇对于建立乌拉尔–阿尔泰语系是有利的。单数，所有乌拉尔–阿尔泰语系同源词大都只存在于阿尔泰语系3个语族之一。:736作为对比，已知约有200个广泛存在于各个语族、语支的原始乌拉尔语词根，而对于阿尔泰语系3个语族之一或乌拉尔语系下的语族来说，能找到1000–2000个同源词。
有些语言学家指出乌拉尔语系和阿尔泰语系的人称代词有强烈相似性。
基础的数词在阿尔泰语系的3个语族和乌拉尔语系间相当不同，乌拉尔语系内部的一致性也不高。:710–711
| 数词 | 乌拉尔语系 | 乌拉尔语系 | 乌拉尔语系   | 突厥语系 | 蒙古语系   | 通古斯语系   |
| 数词 | 芬兰语     | 匈牙利语   | 冻原涅涅茨语 | 古突厥语 | 古典蒙古语 | 原始通古斯语 |
| ---- | ---------- | ---------- | ------------ | -------- | ---------- | ------------ |
| 1    | yksi       | egy        | ŋob          | bir      | nigen      | *emün        |
| 2    | kaksi      | kettő/két  | śiďa         | eki      | qoyar      | *džör        |
| 3    | kolme      | három      | ńax°r        | üs       | ɣurban     | *ilam        |
| 4    | neljä      | négy       | ťet°         | tört     | dörben     | *dügün       |
| 5    | viisi      | öt         | səmp°ľaŋk°   | baš      | tabun      | *tuńga       |
| 6    | kuusi      | hat        | mət°ʔ        | eltı     | ǰirɣuɣan   | *ńöŋün       |
| 7    | seitsemän  | hét        | śīʔw°        | jeti     | doluɣan    | *nadan       |
| 8    | kahdeksan  | nyolc      | śid°nťet°    | säkiz    | naiman     | *džapkun     |
| 9    | yhdeksän   | kilenc     | xasuyu"      | toquz    | yisün      | *xüyägün     |
| 10   | kymmenen   | tíz        | yūʔ          | on       | arban      | *džuvan      |

乌拉尔-阿尔泰间的相似性的关键在于匈牙利语(három)和蒙古语(ɣurban)的数词“3”。据Róna-Tas (1983)，:235–251将这个相似性抬高到同源假说的高度，仍需要几个辅助的假说：
- 该芬-乌戈尔语支词素，且不是不相配的萨莫耶德语族词素，是乌拉尔语系的本土数词；
- 该蒙古语系词素，且不是不相配的突厥语和通古斯语词素，是阿尔泰语系的本土数词；
- 带-r-而不是同源词（如芬兰语kolme）中见到的-l-的匈牙利语形式更存古；
- 匈牙利语形式的-m是来自-bVn的后缀，在其他蒙古语系数词中也能见到，也要是后缀且不是原数词词根的一部分；
- 蒙古语系浊擦音ɣ-能对应芬-乌戈尔语支清塞音*k-(匈牙利语h-的来源)。

### 音系对应
乌拉尔语和阿尔泰语下列辅音对应来自Poppe (1983)：:189–199
- 词首双唇塞音：乌拉尔*p- = 阿尔泰*p- (>突厥语和蒙古语*h-)
- 咝音：乌拉尔*s、*š、*ś = 阿尔泰*s
- 鼻音：乌拉尔*n、*ń、*ŋ = 阿尔泰*n、*ń、*ŋ (突厥语，词首*n-, *ń- > *j-；蒙古语*ń(V) > *n(i))
- 流音：乌拉尔*-l-、*-r- = 阿尔泰*-l-、*r-[note 2]

## 书目
- Greenberg, Joseph H. . Stanford: Stanford University Press. 2000.
- Greenberg, Joseph H. (2005). Genetic Linguistics: Essays on Theory and Method, edited by William Croft. Oxford: Oxford University Press.
- Marcantonio, Angela. . Publications of the Philological Society 35. Oxford – Boston: Blackwell. 2002.
- Shirokogoroff, S. M. . Peiping, China: The Commercial Press. 1931.
- Sinor, Denis. Sinor, Denis , 编. . Leiden: Brill: 706–741. 1988. |chapter=被忽略 (帮助)
- Starostin, Sergei A., Anna V. Dybo, and Oleg A. Mudrak. (2003). Etymological Dictionary of the Altaic Languages. Brill Academic Publishers. ISBN 90-04-13153-1.
- Vago, R. M. (1972). Abstract Vowel Harmony Systems in Uralic and Altaic Languages. Bloomington: Indiana University Linguistics Club.

## 外部連結
- 乌拉尔语系、阿尔泰语系列表（中国教育科研计算机网）
- Review of Marcantonio (2002) （页面存档备份，存于） by Johanna Laasko
- Keane, Augustus Henry. .  27 (第11版). London: 784–786. 1911. This reflects the contemporary transitional state of understanding of the relationships among the languages.
- Whitney, William Dwight; Rhyn, G. A. F. Van. . . 1879.